# Stazione di Harfleur
La stazione di Harfleur (in francese Gare d'Harfleur) è una stazione ferroviaria situata nel comune di Harfleur lungo la linea Parigi-Le Havre.

## Storia
La stazione fu messa in servizio il 22 marzo 1847 dalla Compagnie du chemin de fer de Rouen au Havre in occasione dell'apertura del troncone Rouen-Le Havre.

## Movimenti
La stazione è servita dai treni regionali TER Normandie.